# 허리케인 필릭스
허리케인 필릭스(Hurricane Felix, 번호 AL062007)는 2007년 대서양에서 발생한 6번째 허리케인이다. 8월 31일에 열대저압부로 발생하였으며, 9월 5일에 니카라과를 상륙한 후 급격히 소멸하였다.

## 허리케인의 진행

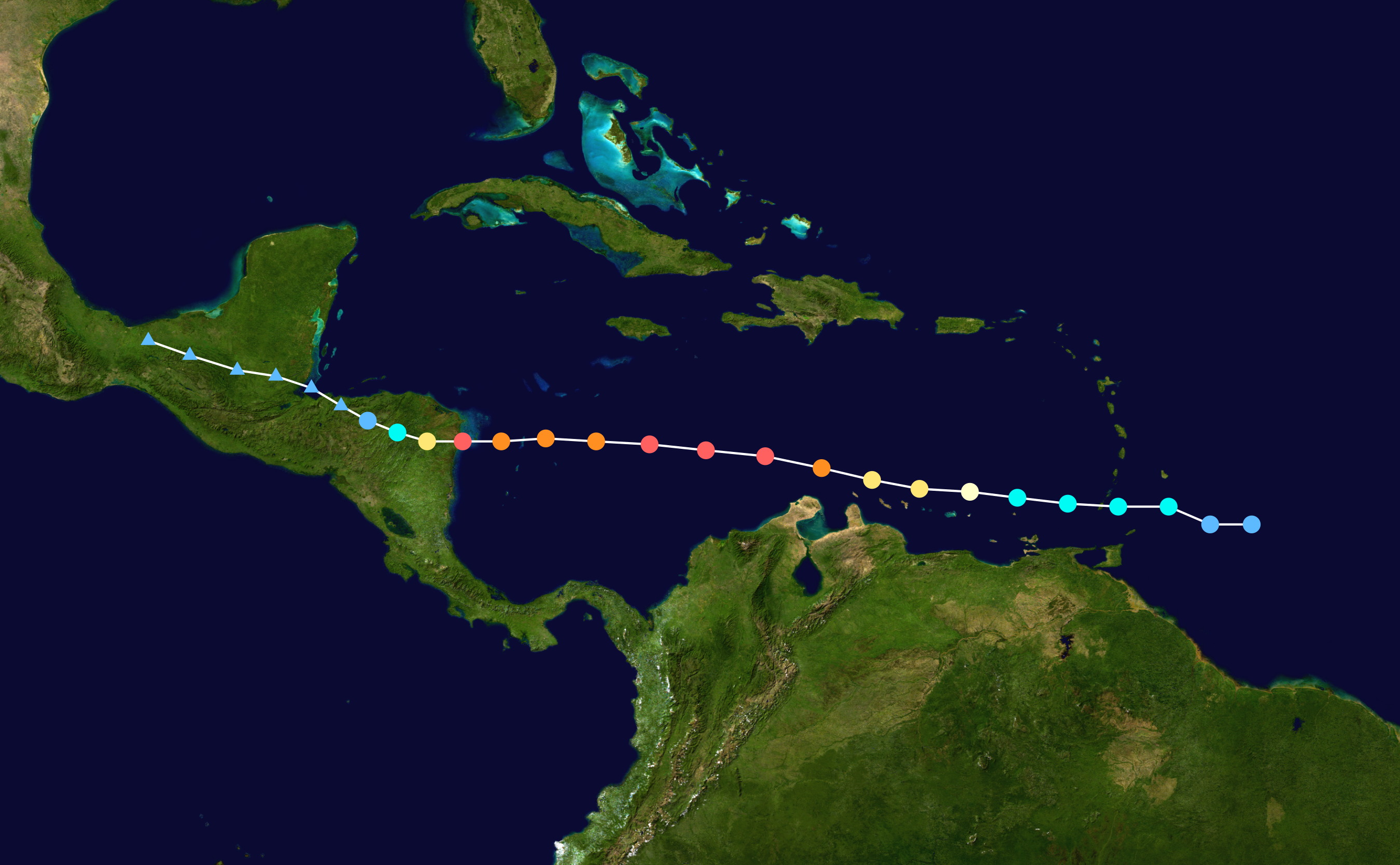
허리케인의 경로

허리케인 필릭스의 시초가 된 저기압은 8월 27일에 대서양에서 기압 1012hPa로 발생하였다. 발생 직후에는 크게 발달하지는 못하였지만, 8월 30일 이후로 저기압이 크게 발달할 것으로 예보하였다. 그 후 8월 31일 오후 9시(UTC)에 미국 국립 허리케인 센터는 이 저기압이 열대저기압으로 발달하였다고 발표하였다.
열대저압부는 급격하게 발달하여 9월 1일에 열대폭풍 "필릭스"로 발달하였다. 같은 날, 허리케인의 중심에 눈이 생겼고, 9월 2일에 필릭스는 허리케인으로 발달하였다. 허리케인 필릭스는 같은 날 오후 6시에 중심 기압 957hPa의 4등급의 대형 허리케인으로 더욱 발달하였다. 그리고 9월 3일 오전 12시에 필릭스는 5등급 허리케인으로 발달하였다.
빠르게 서진을 하면서, 이때 허리케인 필릭스의 최저기압인 929hPa을 기록하였다. 9월 3일에 오후 6시에 허리케인 필릭스는 4등급 허리케인으로 잠시 약화되었으나 9월 4일에 다시 5등급 허리케인으로 발달하며 니카라과 북동부에 상륙하였다. 육지에 상륙하면서 풍속이 급격히 감소하며 9월 5일에 열대폭풍으로 약화되었고, 온두라스에 접근한 후 필릭스는 열대저압부로 약화되었다. 그리고 같은날 오전 9시에 미국 국립 허리케인 센터는 허리케인 필릭스가 저기압으로 약화되었다고 발표하였다.

## 시간별 허리케인 정보
| 형태       | 날짜 및 시간 (UTC) | 위도 (°N) | 경도 (°W) | 바람 (kt) | 기압 (hPa) | ACE    |
| ---------- | ------------------ | --------- | --------- | --------- | ---------- | ------ |
| 열대저기압 | 8월 31일 12시      | 11.5      | 56.6      | 25        | 1009       | 0      |
| 열대저기압 | 8월 31일 18시      | 11.5      | 58.0      | 30        | 1008       | 0      |
| 열대폭풍   | 9월 1일 0시        | 12.1      | 59.4      | 35        | 1007       | 0.1225 |
| 열대폭풍   | 9월 1일 6시        | 12.1      | 61.1      | 40        | 1005       | 0.1600 |
| 열대폭풍   | 9월 1일 12시       | 12.2      | 62.8      | 50        | 1001       | 0.2500 |
| 열대폭풍   | 9월 1일 18시       | 12.4      | 64.5      | 60        | 999        | 0.3600 |
| 허리케인   | 9월 2일 0시        | 12.6      | 66.1      | 65        | 992        | 0.4225 |
| 허리케인   | 9월 2일 6시        | 12.7      | 67.8      | 85        | 985        | 0.7225 |
| 허리케인   | 9월 2일 12시       | 13.0      | 69.4      | 90        | 980        | 0.8100 |
| 허리케인   | 9월 2일 18시       | 13.4      | 71.1      | 115       | 962        | 1.3225 |
| 허리케인   | 9월 3일 0시        | 13.8      | 73.0      | 150       | 935        | 2.2500 |
| 허리케인   | 9월 3일 6시        | 14.0      | 75.0      | 150       | 929        | 2.2500 |
| 허리케인   | 9월 3일 12시       | 14.2      | 76.9      | 140       | 937        | 1.9600 |
| 허리케인   | 9월 3일 18시       | 14.3      | 78.7      | 115       | 951        | 1.3225 |
| 허리케인   | 9월 4일 0시        | 14.4      | 80.4      | 115       | 950        | 1.3225 |
| 허리케인   | 9월 4일 06시       | 14.3      | 81.9      | 135       | 939        | 1.8225 |
| 허리케인   | 9월 4일 12시       | 14.3      | 83.2      | 140       | 934        | 1.9600 |
| 허리케인   | 9월 4일 18시       | 14.3      | 84.4      | 85        | 962        | 0.7225 |
| 열대폭풍   | 9월 5일 0시        | 14.6      | 85.4      | 50        | 982        | 0.2500 |
| 열대저기압 | 9월 5일 06시       | 15.0      | 86.4      | 25        | 1004       | 0      |
| 저기압     | 9월 5일 12시       | 15.5      | 87.3      | 20        | 1006       |        |
| 저기압     | 9월 5일 18시       | 16.1      | 88.3      | 20        | 1007       |        |
| 저기압     | 9월 6일 0시        | 16.5      | 89.5      | 20        | 1007       |        |
| 저기압     | 9월 6일 06시       | 16.7      | 90.8      | 20        | 1007       |        |
| 저기압     | 9월 6일 12시       | 17.2      | 92.4      | 20        | 1007       |        |
| 저기압     | 9월 6일 18시       | 17.7      | 93.8      | 15        | 1010       |        |
| 소멸       | 9월 7일 0시        |           |           |           |            |        |

## 피해
|               | 나라/주           | 사망자 수 |
| ------------- | ----------------- | --------- |
| 중앙 아메리카 | 니카라과 온두라스 | 130       |
| 기타 지역     |                   | 3         |
| 합            | 2개 나라/주       | 133명     |

허리케인 필릭스로 발생한 인명 피해는 총 133명으로 공식 확인되었는데, 그 중 130명은 니카라과와 온두라스에서 사망하였다. 그러나 피해를 본 모든 나라의 자세한 인명 피해는 정확하게 확인되지 않았다.

## 이름
허리케인 이름 중에서 "필릭스 (Felix)"란 이름은 2007년을 마지막으로 영구 제명되었다. 2013년부터 "퍼르난드(Fernand)"라는 이름으로 쓰일 예정이다.

## 같이 보기
- 허리케인 매슈